# 헤이세이 불황
헤이세이 불황(일본어: 平成不況 헤이세유쿄[*])란 일본의 거품 경제기 이후 발생한 헤이세이 시대의 경기후퇴 현상을 말한다.
일본 내각부의 경기기준일자에서는
1. 1991년 3월부터 1993년 10월까지 32개월간(제11순환 후퇴기)
2. 1997년 6월부터 1999년 1월까지 20개월간(제12순환 후퇴기)
3. 2000년 12월부터 2002년 1월까지 14개월간(제13순환 후퇴기)

를 헤이세이 초기 불황기로 정의하고 있다. 위의 각 불황기를 따서 헤이세이 불황은 총 3가지로 나누어진다.
1. 제1차 헤이세이 불황(버블 붕괴, 복합 불황기)
2. 제2차 헤이세이 불황(금융 위기, 일본열도 총 불황기, 아시아 금융 위기)
3. 제3차 헤이세이 불황(닷컴 버블 붕괴, 디플레 불황)

일반적으로 "헤이세이 불황"이라고 할 경우 좁은 의미에서는 제1차 헤이세이 불황만을 가르키지만 넓은 의미에서는 제1차에서 제3차 헤이세이 불황을 모두 포함한 1990년대 초~2000년대 초의 잃어버린 10년의 장기 침체기를 가리킨다. 이후 이자나미 경기로 호황세가 찾아오나 경제 성장률이 낮았으며 이마저도 리먼 브라더스의 파산이 발생해 호황세가 종료하는 잃어버린 20년 침체기가 찾아온다. 이후에도 동일본 대지진으로 일본 경제가 큰 타격을 입었으며, 아베노믹스로 다소 회복하였으나 경제 성장률이 낮아지는 코로나 쇼크가 발생하며 종료된다. 이 모든 불황기를 합쳐 잃어버린 30년이라고 부르기도 한다.

## 같이 보기
- 관제 불황
- 잃어버린 30년